# M4 karabinka
Karabinka M4 (uradno angleško US M4 Carbine) je karabinska verzija jurišne puške M16A2, ki so jo zasnovali leta 1994 za potrebe nepehotnih vojakov (vozniki, kuharji,...), ki potrebujejo krajše, a avtomatsko orožje za osebno zaščito. Hkrati jo zaradi priročnosti uporabljajo tudi pripadniki specialnih sil. Zaradi priročnosti je kmalu po uvedbi postala priljubljena tudi med navadnimi vojaškimi enotami, tako da so jih začeli uvajati namesto daljših pušk iz družine M16.

## Zgodovina
M4 je bila zasnovana kot orožje, ki bi povečalo osebno zaščito vojakov, ki so bili do tedaj lahko oboroženi le z pištolo M9. Jurišna puška/karabinka je zasnovana na osnovi M16A2, s katero imata 80 % enakih delov, kar olajša logistiko. Colt Firearms, zasnovalec in proizvajalec, je imel podpisano pogodbo z ameriško vlado kot edini proizvajalec družine M4 do leta 2009, v nadaljevanju pa se je v izdelavo vključil še FN.

## Zasnova
Karabinka M4/M4A1 kalibra 5.56 mm deluje na odvodu smodniških plinov z valjasto vrtljivim zaklepom. Ima teleskopsko kopito in 36 cm cev (M16A2 ima 51 cm). Pri osnovni različici ima strelec možnost izbire med polavtomatskim streljanjem in trostrelnim rafalom, medtem ko im M4A1 možnost polavtomatskega in avtomatskega streljanja.
Razlike med M4 in M16A2 so:
- kompaktnost,
- krajša cev,
- teleskopsko kopito,
- višja hitrost streljanja in
- možnost avtomatskega streljanja (M4A1).

Kritične točke družine M4 (v primerjavi z M16A2) so:
- nižja hitrost krogle (uvedli so nov naboj z več pogonskega smodnika),
- glasnejše delovanje (zaradi krajše cevi),
- dodatne obremenitve delov zaradi krajšega odvoda plinov,
- hitrejše pregrevanje,...

## Delovanje
Postopek streljanja je enak kot pri M16.
Varnostni ukrep (brez vstavljenega nabojnika)
Varnostni ukrep se zmeraj opravi, kadar prevzemamo orožje od drugega uporabnika oz. takrat, ko nam je neznano stanje puške. Zmeraj ravnamo kot, da se v cevi nahaja naboj v pripravljenosti za streljanje. Usmerimo orožje v varno smer (stran od drugih oseb in predmetov), potegnemo sprožilno vzmet/udarno iglo do konca (da izpraznimo morebitno polno cev), pregledamo cev (če je v cevi še zmeraj naboj, ga odstranimo), sprostimo sprožilno vzmet, pritisnemo sprožilec in zapremo izmetalec tulcev.
Varnostni ukrep (vstavljen nabojnik)
Odstranimo nabojnik in nadaljujemo z zgoraj opisanim postopkom. Če delujemo po zgoraj opisanemu postopku z vstavljenim nabojnikom, bo naboj zapustil nabojnik, vstopil v sprožilno komoro, kjer ga bo udarna igla sprožila.
Vstavljanje nabojnika
Vstavimo poln nabojnik v nabojno odprtino. Če smo vstavili pravilno, zaslišimo klik. To preverimo z rahlim, nežnim premikanjem nabojnika.
Pripravljenost orožja
Potegnemo sprožilno vzmet do konca in jo spustimo. Potisnemo sprednjo pomagalo. Če ne bomo takoj uporabili orožja, prestavimo selektor ognja na SAFE (varovalka) in zapremo izmetalec tulcev.
Streljanje
Prestavimo selektor ognja na SEMI (polavtomatsko streljanje) ali BURST/AUTO (trostrelni rafal/avtomatsko streljanje), kopito je naslonjeno na ramo, pomerimo in počasi stisnemo sprožilec.
Odstranjevanje nabojnika
Prestavimo selektor ognja na SAFE (to lahko naredimo le, če je udarna igla sproščena). Odstranimo nabojnik, tako da s sprožilno roko pritisnemo sproščevalec nabojnika, medtem ko z drugo roko primemo nabojnik. Nagnemo orožje na desno in napnemo udarno iglo (morebitni naboj se izvrže). Sprožilno vzmet potegnemo do konca in jo tam držimo. Nagnemo orožje na levo in pregledamo, da je sprožilna komora prazna. Sprostimo sprožilno vzmet, potisnemo sprednje pomagalo, prestavimo selektor ognja na SEMI in stisnemo sprožilec. Zapremo izmetalo tulcev in poberemo izpadli naboj.

## Različice
M4 Karabinka
M4 Karabinka je osnovna različica, ki je opisana v tem članku. Omogoča bodisi polavtomatsko bodisi rafalno streljanje treh nabojev naenkrat.
M4A1
M4A1 Karabinka je različica, ki je namenjena za specialne sile. Razlikuje se po možnosti polnega rafala, pritrdilni modul NATO M1913 (za pritrditev optičnih in drugih naprav) in odstranljiva nosilna ročka (ki je hkrati tudi mehanski merek), ki se nahaja na prej omenjenemu modulu (hkrati se lahko uporaba le nosilna ročka ali pa namerilna naprava). Zaradi krajše cevi kot jo ima M16A2, velja za nenatančno, toda ker je ta model namenjen predvsem za nekonvencionalno in urbano bojevanje, kjer doseg ne presega 300 m, ta puška zadosti bojnim pogojem.
M4A1 SOPMOD I
M4A1 SOPMOD I je jurišna puška, ki jo je zasnovalo USSOCOM za uporabo v enotah, ki spadajo pod to poveljstvo. Od osnovne različice se razlikuje po tem, da komplet vsebuje RIS sistem, ki ga je razvilo Knight's Armament Company (KAC), skrajšan bombomet M203, dušilec zvoka, zadnji mehanski (rezervni) merek, Insight Technologies AN/PEQ-2A namerilni laser/infrardeč namerilec, Trijicon ACOG, refleksni merek in nočnogled. Namen tega kompleta je, da se za vsako različno specialno operacijo sestavi tako orožje, ki bo ustrezalo naravi operacije. Cev je dolga 36,83 cm.
M4A1 SOPMOD II
M4A1 SOPMOD II je druga generacija programa SOPMOD, ki je trenutno v razvoju v različnih proizvajalcih. Sama različica bo tako izboljšava predhodnega M4A1 SOPMOD I z vključitvijo bojnih izkušenj vojakov v globalni vojni proti terorizmu (izboljšanje materialov, podaljšanje življenjske dobe,...).
M4 CQBC
M4 CQBC (M4 Close Quarter Battle Receiver; dobesedno slovensko Nabojnik za bližinskobojno bitko) je še skrajšana različica M4, ki je namenjena enotam za urbano bojevanje. Temu je prilagojena dolžina cevi (26,162 cm) in izboljšan nabojnik.

## Dodatna oprema
Med možno dodatno opremo, ki jo lahko pritrdimo na M4(A1), je podcevni bombomet M203 (standardna ali skrajšana različica), podcevno šibrenico XM-26 LSS, laser/namerilec AN/PEQ-2A, strelne daljnoglede, refleksivne merke, nosilno ročko, svetilko, sprednji ročaj (ki olajša streljanje in pripomore k boljši natančnosti), dušilec zvoka,...
Zaradi poenotenja orožij in izboljšanja logističnih težav v boju so M4 zasnovali kot modularno orožje, ki je lahko mimogrede prilagojeno za opravljanje različnih nalog (urbano, ostrostrelsko, nočno bojevanje, ...).

## Uporabniki
Med različnimi specialnimi enotami ZDA uporabljajo M4A1 tudi 75. rangerski polk, Delta Force, ameriški tjulnji, Force Recon,... (čeprav so začeli izdajati to orožje tudi regularnim enote). Med drugimi državami, ki tudi uporabljajo M4A1 (ali njene različice, ki so jih zgradili tuji proizvajalci), so tudi Avstralija in Južna Koreja.